# PSzH
D-944 PSzH lub PSzH-IV – węgierski  kołowy transporter opancerzony skonstruowany w drugiej połowie lat 60. XX wieku.

## Historia

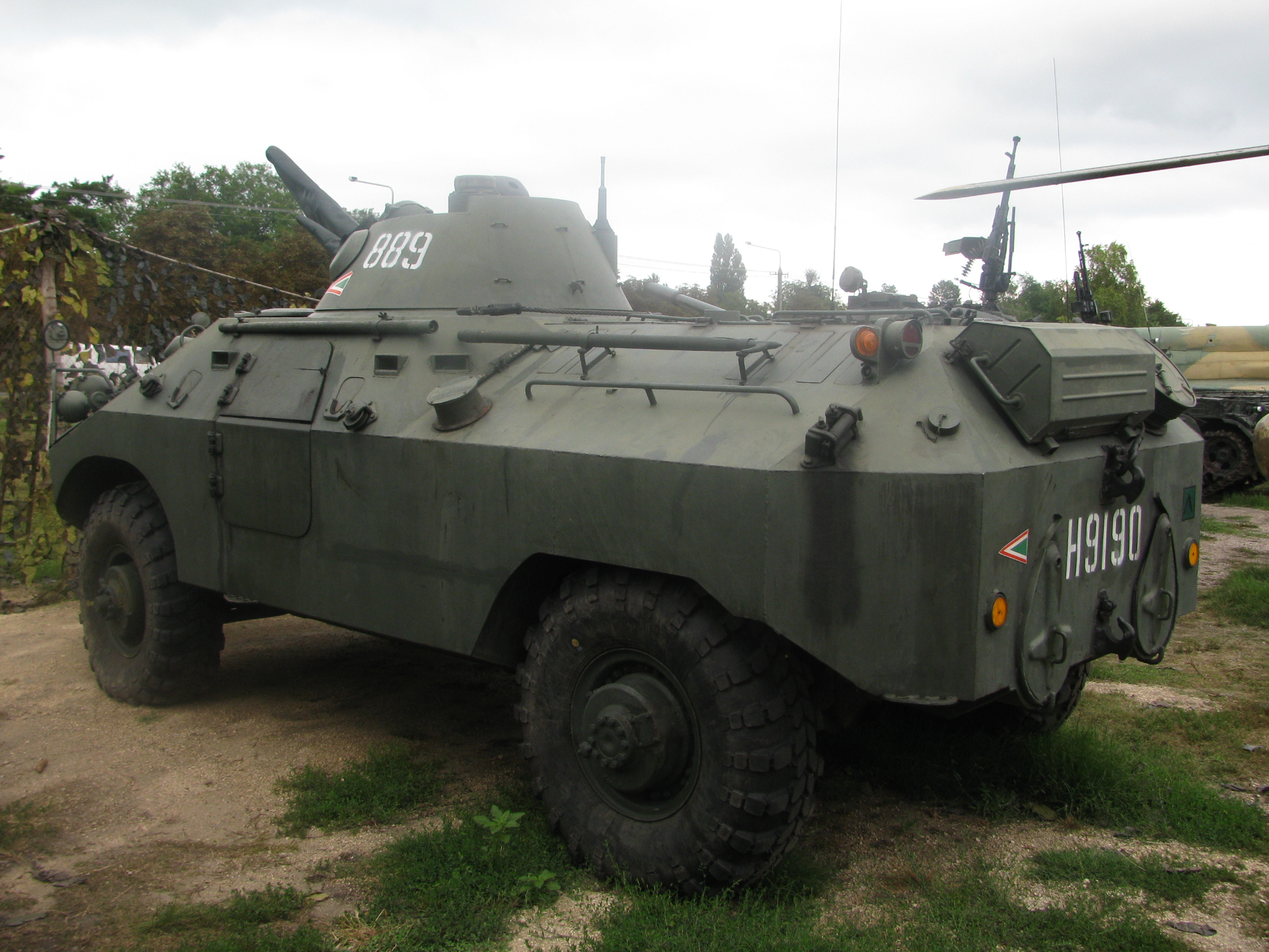
PSzH od tyłu

Węgry w latach 60. XX wieku zaczęły samodzielnie rozwijać produkcję pływających kołowych pojazdów opancerzonych, w oparciu o komponenty produkowanych samochodów ciężarowych, przede wszystkim przedsiębiorstwa Csepel. Pierwszym był opancerzony samochód rozpoznawczy D-442 FUG, wzorowany na radzieckim BRDM-1. W 1966 roku opracowano prototyp wersji rozwojowej FUG, z inaczej ukształtowanym pancerzem i wieżą obrotową. Pojazd ten na zachodzie był określany jako FUG-66. W 1970 roku zaprezentowano docelową wersję, z ponownie zmienionym kształtem pancerza. Oznaczenie fabryczne wozu to D-944. Początkowo samochód otrzymał oznaczenie FUG-2 (na zachodzie oznaczony jako FUG-70), lecz ostatecznie, w związku z przeklasyfikowaniem na transporter opancerzony, otrzymał oznaczenie: PSzH (zapisywane także jako PSZH), będące skrótowcem od páncélos szállító harcjármű (transporter opancerzony). Znany jest także w literaturze poza Węgrami jako PSzH-IV, co było oznaczeniem wersji eksportowej. Do produkcji został wprowadzony w 1970 roku i do 1979 roku wyprodukowano 2600 egzemplarzy .

## Konstrukcja
Kadłub zbudowany jest z płyt walcowanych, łączonych spawaniem o grubości maksymalnej 14 mm. Na kadłubie transportera umieszczono wieżyczkę strzelecką z karabinem maszynowym kalibru 14,5 mm KPWT z zapasem amunicji wynoszącym 500 nabojów i sprzężonym z nim karabinem maszynowym 7,62 mm PKT z 2000 nabojów. Wieża poruszana była ręcznie, kąt ostrzału w płaszczyźnie pionowej wynosił od -5° do +30°. W nocy prowadzono ogień korzystając z aktywnych urządzeń noktowizyjnych. Obok kierowcy po prawej stronie siedział dowódca plutonu, a w wieżyczce zajmował miejsce strzelec . Dzięki usunięciu czterech małych kół, wysuwanych z dna transportera FUG, uzyskano miejsce dla sześciu żołnierzy desantu. Pojazd wyposażono w boczne dwudzielne drzwi po obu stronach kadłuba. Żołnierze mogli prowadzić ogień z wnętrza transportera przez cztery otwory strzeleckie w bokach kadłuba. Pojazd zachował pływalność, napęd w wodzie zapewniały dwa pędniki. Podczas pływania podnoszony był falochron (w odróżnieniu od FUG, składany na górną płytę kadłuba, a nie dolną). PSzH wyposażony był w noktowizory kierowcy i dowódcy i urządzenia łączności wewnętrznej.

## Służba
Transportery PSzH były używane przede wszystkim przez armię węgierską, jako transportery opancerzone . W mniejszej liczbie były eksportowane do Iraku i Niemieckiej Republiki Demokratycznej . Według niepewnych źródeł, pojedyncze trafiły też do Czechosłowacji (domniemane oznaczenie OT-66). 